# Premio Kniksen 2016
Il premio Kniksen 2016 è stato la 27ª edizione dell'omonima manifestazione in cui saranno premiati, da parte della Norges Fotballforbund e della Norsk Toppfotball, i protagonisti del calcio norvegese per la stagione 2016. I premi istituiti per questa edizione sono stati otto: Årets keeper i Tippeligaen (miglior portiere della Tippeligaen), Årets forsvarsspiller i Tippeligaen (miglior difensore della Tippeligaen), Årets midtbane i Tippeligaen (miglior centrocampista della Tippeligaen), Årets Angrepsspiller i Tippeligaen (miglior attaccante della Tippeligaen), Årets trener i Tippeligaen (miglior allenatore della Tippeligaen), Året dommer i Tippeligaen (miglior arbitro della Tippeligaen), Årets unge talent i Tippeligaen (miglior giovane talento della Tippeligaen) e Årets spiller i OBOS-ligaen (miglior giocatore dell'OBOS-ligaen).
Per quanto concerne il calcio femminile, le categorie sono nove: Årets spiller i Toppserien (miglior portiere della Toppserien), Årets keeper i Toppserien (miglior portiere della Toppserien), Årets forsvarsspiller i Toppserien (miglior difensore della Toppserien), Årets midtbane i Toppserien (miglior centrocampista della Toppserien), Årets Angrepsspiller i Toppserien (miglior attaccante della Toppserien), Årets trener i Toppserien (miglior allenatore della Toppserien), Året dommer i Toppserien (miglior arbitro della Toppserien), Årets unge talent i Toppserien (miglior giovane talento della Toppserien), Årets spiller i 1. divisjon (miglior giocatore della 1. divisjon).
I premi sarebbero stati assegnati per 1/3 tramite i voti dei tifosi tramite Facebook, per 1/3 dai voti dei capitani delle squadre di Tippeligaen, OBOS-ligaen, Toppserien e 1. divisjon ed infine 1/3 dai voti della giuria, per il calcio maschile composta da: Davy Wathne di TV2, l'ex calciatore ed opinionista di TV2 Jesper Mathisen, Knut Espen Svegaarden di VG, l'ex allenatore e dirigente della federazione Nils Johan Semb e Jo Bergsvand, presidente della Norsk Toppfotball; per quello femminile, sono stati scelti Richard Jansen, Else Karin Stangeland, Anne Mette Ødegård, Linda Berntsen, Ingvar Graffer e Synnøve Tverlid.
I candidati sono stati resi noti il 24 ottobre 2016. Il 30 ottobre, Pontus Engblom si è aggiudicato il titolo di miglior giocatore della OBOS-ligaen. Il 4 novembre, Sander Berge ha vinto il titolo di miglior giovane del campionato. Rispettivamente il 5 ed il 6 novembre sono stati assegnati i premi per il calcio femminile e per quello maschile. Mike Jensen ha vinto anche il titolo di miglior calciatore dell'Eliteserien, oltre che quello di miglior centrocampista; Lene Mykjåland ha ricevuto il medesimo riconoscimento, nella Toppserien.
Il 23 dicembre 2016, infine, sono stati rivelati i candidati per il Gullballen: Rune Almenning Jarstein, Ada Hegerberg e Per Ciljan Skjelbred. Il 7 gennaio 2017, è stato conferito questo riconoscimento ad Ada Hegerberg.

## Candidati

### Calcio maschile

#### Årets keeper i Tippeligaen
| Candidato         | Club      |
| ----------------- | --------- |
| André Hansen      | Rosenborg |
| Piotr Leciejewski | Brann     |
| Sondre Rossbach   | Odd       |

#### Årets forsvarsspiller i Tippeligaen
| Candidato            | Club      |
| -------------------- | --------- |
| Bismar Acosta        | Brann     |
| Jonas Svensson       | Rosenborg |
| William Troost-Ekong | Haugesund |

#### Årets midtbane i Tippeligaen
| Candidato       | Club      |
| --------------- | --------- |
| Mike Jensen     | Rosenborg |
| Fredrik Midtsjø | Rosenborg |
| Ghayas Zahid    | Vålerenga |

#### Årets angrepsspiller i Tippeligaen
| Candidato         | Club       |
| ----------------- | ---------- |
| Fitim Azemi       | Bodø/Glimt |
| Fred Friday       | Lillestrøm |
| Christian Gytkjær | Rosenborg  |

#### Årets trener i Tippeligaen
| Candidato         | Club      |
| ----------------- | --------- |
| Eirik Bakke       | Sogndal   |
| Kåre Ingebrigtsen | Rosenborg |
| Lars Arne Nilsen  | Brann     |

#### Årets dommer i Tippeligaen
| Candidato         | Club    |
| ----------------- | ------- |
| Dag Vidar Hafsås  | Kolstad |
| Tore Hansen       | Feda    |
| Svein Oddvar Moen | Haugar  |

#### Årets unge talent i Tippeligaen
| Candidato      | Club       |
| -------------- | ---------- |
| Sander Berge   | Vålerenga  |
| Jens Hauge     | Bodø/Glimt |
| Rafik Zekhnini | Odd        |

#### Årets spiller i Tippeligaen
| Candidato   | Club      |
| ----------- | --------- |
| Mike Jensen | Rosenborg |

#### Årets spiller i OBOS-ligaen
| Candidato       | Club            |
| --------------- | --------------- |
| Tonny Brochmann | Jerv            |
| Pontus Engblom  | Sandnes Ulf     |
| Kamer Qaka      | Kristiansund BK |

### Calcio femminile

#### Årets spiller i Toppserien
| Candidato         | Club        |
| ----------------- | ----------- |
| Isabell Herlovsen | LSK Kvinner |
| Lene Mykjåland    | LSK Kvinner |
| Sherida Spitse    | LSK Kvinner |

#### Årets keeper i Toppserien
| Candidato        | Club         |
| ---------------- | ------------ |
| Alyssa Gianetti  | Arna-Bjørnar |
| Ingrid Hjelmseth | Stabæk       |
| Madalyn Schiffel | Avaldsnes    |

#### Årets forsvarsspiller i Toppserien
| Candidato       | Club        |
| --------------- | ----------- |
| Ina Gausdal     | Kolbotn     |
| Ingrid Moe Wold | LSK Kvinner |
| Stine Reinås    | Stabæk      |

#### Årets midtbane i Toppserien
| Candidato      | Club        |
| -------------- | ----------- |
| Maren Mjelde   | Avaldsnes   |
| Lene Mykjåland | LSK Kvinner |
| Sherida Spitse | LSK Kvinner |

#### Årets Angrepsspiller i Toppserien
| Candidato         | Club        |
| ----------------- | ----------- |
| Emilie Haavi      | LSK Kvinner |
| Isabell Herlovsen | LSK Kvinner |
| Cecilie Pedersen  | Avaldsnes   |

#### Året dommer i Toppserien
| Candidato        | Club       |
| ---------------- | ---------- |
| Cathrine Eide    | Skiold     |
| Marte Sørø       | Molde      |
| Fatemeh Zangeneh | Nordstrand |

#### Årets unge talent i Toppserien
| Candidato       | Club    |
| --------------- | ------- |
| Tuva Hansen     | Klepp   |
| Marie Markussen | Stabæk  |
| Karina Sævik    | Kolbotn |

#### Årets spiller i Toppserien
| Candidato      | Club        |
| -------------- | ----------- |
| Lene Mykjåland | LSK Kvinner |

#### Årets spiller i 1. divisjon
| Candidato             | Club       |
| --------------------- | ---------- |
| Anne Marthe Birkeland | Grand Bodø |
| Celine Nergård        | Fløya      |
| Andrea Willman        | Lyn        |

### Misti

#### Gullballen
| Candidato               | Club            |
| ----------------------- | --------------- |
| Rune Almenning Jarstein | Hertha Berlino  |
| Per Ciljan Skjelbred    | Hertha Berlino  |
| Ada Hegerberg           | Olympique Lione |